# آني جولدن
آني جولدن (بالإنجليزية: Annie Golden)‏ ‏(1951 -) هي مغنية، وممثلة مسرحية، وممثلة أفلام، وممثلة تلفزيونية، ومؤلفة موسيقى تصويرية أمريكية، ولدت في بروكلين، بدأت مشوارها المهني سنة 1971.

## أعمالها
- 2007 قواعد بروكلين
- 2007 والدة فيرا
- 2008 مغامرات قوية
- 2009 أحبك يا فيليب موريس[4]

## وصلات خارجية
- آني جولدن على موقع IMDb (الإنجليزية)
- آني جولدن على موقع ألو سيني (الفرنسية)
- آني جولدن على موقع ميوزك برينز (الإنجليزية)
- آني جولدن على موقع أول موفي (الإنجليزية)
- آني جولدن على موقع قاعدة بيانات برودواي على الإنترنت (الإنجليزية)
- آني جولدن على موقع قاعدة بيانات الأفلام السويدية (السويدية)
- آني جولدن على موقع إن إن دي بي (الإنجليزية)
- آني جولدن على موقع ديسكوغز (الإنجليزية)
- آني جولدن على موقع قاعدة بيانات الفيلم (الإنجليزية)
- آني جولدن على موقع كينوبويسك (الروسية)